# Exacum pteranthum
Exacum pteranthum là một loài thực vật có hoa trong họ Long đởm. Loài này được Wall. ex G.Don mô tả khoa học đầu tiên năm 1837.